# Bezirksgemeinde Alūksne
Die Bezirksgemeinde Alūksne (Alūksnes novads) – wie alle Novadi Lettlands in rechtlichem Sinne eine Großgemeinde – liegt im Nordosten Lettlands in der historischen Landschaft Vidzeme. 2024 lebten 12.962 Einwohner in der Bezirksgemeinde. Die Hauptstadt heißt ebenfalls Alūksne (deutsch Marienburg). 

## Geographie

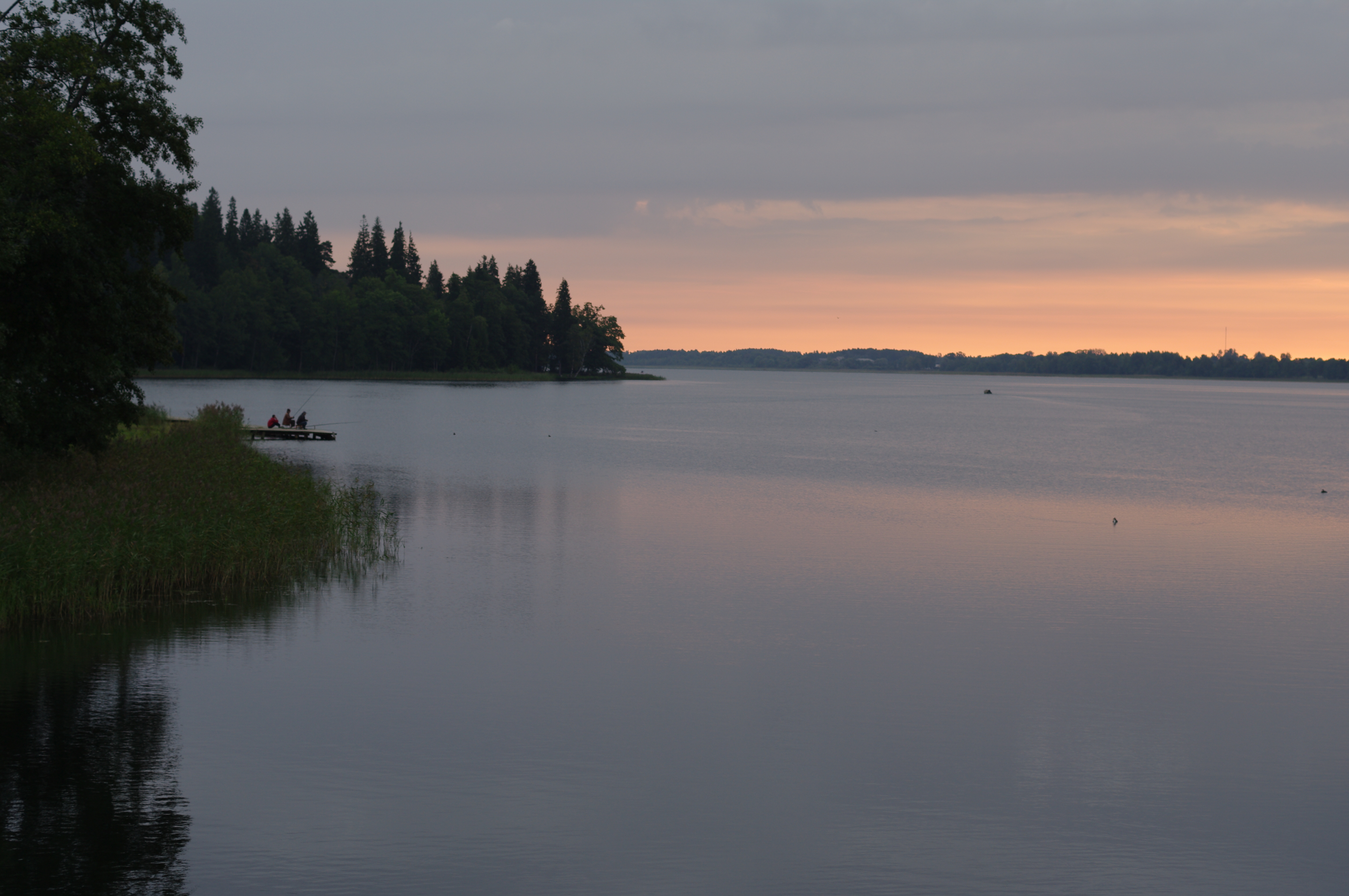
Alūksne-See

Das Gebiet grenzt im Norden an Estland und Russland. Das waldreiche Gebiet wird vom Fluss Pededze durchlaufen. Größter See des Bezirks ist der Alūksne-See.

## Gliederung
Die Bezirksgemeinde besteht aus den 15 Gemeinden (pagasts) Alsviķi, Anna, Ilzene, Jaunalūksne, Jaunanna, Jaunlaicene, Kalncempji, Liepna, Maliena, Mālupe, Mārkalne, Pededze, Veclaicene, Zeltiņi, Ziemeri und dem Verwaltungszentrum Alūksne.

## Raketenstartplatz Zeltiņi
Südwestlich des Weilers Zeltiņi überhielt die Rote Armee von 1962 bis 1984 einen Raketenstartplatz für Mittelstreckenraketen vom Typ R-12 (Zeltiņu kodolraķešu bāze). Heute sind die verbliebenen Bauten und das Gelände ein Touristenziel.